# Gondogeneia rotorua
Gondogeneia rotorua är en kräftdjursart som beskrevs av Barnard 1972. Gondogeneia rotorua ingår i släktet Gondogeneia och familjen Eusiridae. Inga underarter finns listade i Catalogue of Life.